# Anna Wakulik
Anna Wakulik (ur. 12 kwietnia 1988 w Gdańsku) – polska dramatopisarka.

## Życiorys
Absolwentka Instytutu Kultury Polskiej Uniwersytetu Warszawskiego i Szkoły Dramatu przy Teatrze na Woli.
Stypendystka programu International Residency (2011) dla młodych autorów londyńskiego The Royal Court Theatre i Forum of Young European Playwrights w Wiesbaden (2012).
W latach 2006–2009 pełniła funkcję rzecznika prasowego Teatru Atelier im. A. Osieckiej w Sopocie. W latach 2012–2014 była kierownikiem literackim Teatru im. Ludwika Solskiego w Tarnowie, w latach 2017–2020 dramaturgiem Teatru Dramatycznego m.st. Warszawy. Stypendystka Ministra Kultury i Dziedzictwa Narodowego (2013, 2020) i Marszałka Województwa Pomorskiego (2009, 2010, 2015, 2017).

## Twórczość
Jest autorką m.in. dramatów:
- Sans souci (2009)
- Krzywy domek (2010), realizacja WFDiF w cyklu "Teatroteka", reż. Anna Wieczur- Bluszcz
- Elżbieta H. (2011)
- Zażynki (2012) - prapremiera 30.11.2012 w Teatrze Polskim w Poznaniu, premiera 22.02.2013 w The Royal Court Theatre w Londynie ("A Time to Reap")[2]
- Bohaterowie (2013) -  premiera 26 stycznia 2013 r. na Małej Scenie Teatru im. Ludwika Solskiego w Tarnowie[1]
- Wasza wysokość (2014) - premiera 15.11.2014 w Teatrze WARSawy[3], realizacja przez WFDiF w cyklu "Teatroteka", reż. Agnieszka Smoczyńska; realizacja słuchowiska przez PR III
- Dziki Zachód (2014)
- Zofia (2014) - premiera 9.05.2015 w Teatrze Powszechnym im. Zygmunta Hübnera w Warszawie[4]
- Błąd wewnętrzny (2016)

Jej dzieła dramatyczne były realizowane m.in. przez Caroline Steinbeis, Ewelinę Piotrowiak i Katarzynę Kalwat. Sztuka „Zażynki” w wersji angielskiej (A Time to Reap) została wystawiona w The Royal Court w Londynie Spektakl był nominowany do prestiżowej nagrody Evening Standard Theatre Awards 2013.
Teksty pisarki tłumaczono m.in. na angielski, niemiecki, francuski, kataloński, rumuński, włoski, węgierski.

## Nagrody i wyróżnienia
Anna Wakulik jest laureatką kilkunastu nagród i wyróżnień m.in. Nagrody Dziennikarzy Poznańskich „Metafor rzeczywistości”, nagrody w konkursie Miasta Gdańsk i Teatru Wybrzeże.
Czterokrotnie była finalistką Gdyńskiej Nagrody Dramaturgicznej - w 2010 za tekst “Krzywy domek”, w 2014 za tekst "Wasza wysokość", w 2015 za tekst "Dziki Zachód", w 2017 za tekst "Błąd wewnętrzny". W 2023 roku otrzymała Nagrodę – Stypendium im. Stanisława Barańczaka w ramach Poznańskiej Nagrody Literackiej.